# WWE Women's Championship
WWE Women's Championship var en VM-titel for kvinder inden for wrestling i World Wrestling Entertainment (WWE). Titlen eksisterede fra 1956 til 2010 og var i mange år den ældste aktive titel i WWE's historie. I 2008 lavede WWE en ny VM-titel for kvinder med navnet WWE Divas Championship, og de to titler blev forenet til én VM-titel i 2010 under navnet WWE Unified Divas Championship (som dog kort efter blev forkortet til WWE Divas Championship igen). Overraskende nok valgte WWE historisk set at benytte den kun to år gamle Diva-titel som fortsættelse af kvindernes VM-titel frem for den legendariske og mere prestigefyldte Women's Championship fra 1956. 

## Historie
Titlen blev skabt i National Wrestling Alliance (NWA) i september 1956, hvor The Fabolous Moolah vandt en titelturnering. Hun blev dermed den første NWA Women's Champion. I 1983 blev rettighederne til titlen overtaget af World Wrestling Federation (WWF), og titlen blev omdøbt til WWF Women's Championship. 
I 1990 blev WWF Women's Championship inaktivt, da den regerende verdensmester Rockin' Robin forlod WWF. Det var først i december 1993, at titlen igen vendte tilbage, da Alundra Blayze vandt en VM-titelturnering om den ledige VM-titel for kvinder. Allerede i 1995 blev titlen dog igen ledig, da den nye verdensmester skrev kontrakt med World Championship Wrestling (WCW). Episoden vakte stor opsigt, da Blayze under en live-episode af WCW Monday Nitro, WCW's ugentlige tv-program, smed WWF-bæltet i skraldespanden for åben skærm. Ikke før september 1998 fik WWF kåret en ny verdensmester for kvinder.
I 2002 skiftede WWF navn til World Wrestling Entertainment (WWE), hvilket også ændrede titlens navn til WWE Women's Championship, som den beholdt, indtil den blev deaktiveret i 2010. I 2010 blev titlen forenet med WWE Divas Championship, som var en ny VM-titel for kvinder, som WWE havde etableret i 2008. De to titler blev forenet under navnet WWE Unified Divas Championship (senere forkortet tilbage til WWE Divas Championship) i september 2010 og overraskende nok valgte WWE historisk set at fortsætte den forenede VM-titel som den kun to år gamle Diva-titel. Som resultat heraf blev den klart mere prestigefyldte WWE Women's Championship helt deaktiveret. 
| Sport | Spire Denne artikel om sport er en spire som bør udbygges. Du er velkommen til at hjælpe Wikipedia ved at udvide den. |